# Иеровоам I
Иеровоа́м I (др.-евр. יָרָבְעָם‬, в Септуагинте — Ιεροβοάμ (Hieroboam)) — библейский персонаж, первый царь Северного Израильского царства после его отложения от объединенного Израильского царства в результате Восстания десяти из колен израилевых. 
История Иеровоама описывается в 3Цар. 11:26-3Цар. 15:30 и в 2Пар. 9:29-2Пар. 13:22. 
В настоящее время не существует внебиблейских подтверждений его существования. 
Согласно Библии правил 22 года, абсолютная датировка времени правления Иеровоамa разными источниками оценивается от 975—954 до н. э. до 922—901 до н. э., согласно традиционной иудейской хронологии, период его правления датируется 928—907 до н. э.
Имя Иеровоам имеет значение «да умножится народ», однако существуют ещё несколько принятых толкований происхождения имени.

## Ветхий Завет

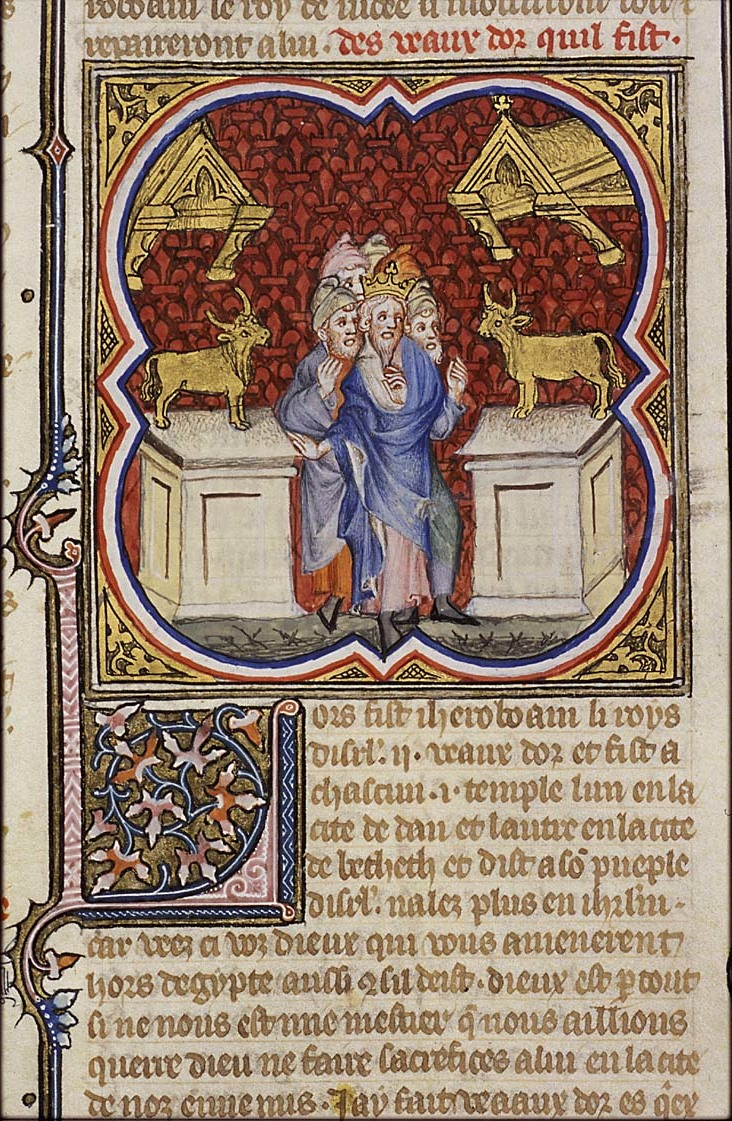
Иеровоам устанавливает двух золотых тельцов, манускрипт XIV века

Согласно Ветхому Завету, Иеровоам из колена Ефремова был виновником разделения еврейской монархии на два царства — Иудейское и Израильское, и стал основателем первой Израильской династии. 
В молодости он состоял на службе у Соломона, в качестве смотрителя над рабочими из Ефремова колена. Тут он узнал тяготы, которые должен был нести народ для исполнения великих строительных проектов царя, слышал ропот рабочих, видел придворные смуты и нравственную распущенность царских жен. При виде всего этого в нём проснулась гордость ефремлянина, как члена того колена, которому в благословении Иакова была обещана блестящая будущность и которое теперь должно было рабски служить колену Иудину. 
Пророк Ахия тем временем предсказал ему, что в наказание за то, что царь Соломон из-за своих жён стал идолопоклонником, его потомки потеряют власть: за домом Давидовым останутся только два колена израилевых.  Иеровоаму он же предсказал, что тот будет царем десяти северных колен, если проявит послушание воле Бога и будет следовать заповедям. Когда известие о пророчестве дошло до Соломона, Иеровоам бежал в Египет, где пользовался покровительством фараона Шешонка и оставался до самой смерти Соломона.
После восстания (позже названного в честь него) десяти из колен израилевых против сына Соломона Ровоама, отделившиеся колена призвали Иеровоама, и он вел переговоры с Ровоамом в Сихеме. После срыва переговоров он был избран первым царем нового Израильского царства. 
Иеровоам укрепил границы своего царства, построил несколько новых городов и вообще много сделал для своего народа. При этом из опасения перед возможным объединением еврейского народа под властью царя Иудейского царства Ровоама, всячески стремился к отчуждению своего народа от Иерусалима, с его Храмом. Апогеем его политики стала религиозная реформа. На границе с Иудейским царством в Вефиле и на севере Израильского царства в Дане были установлены идолы золотых тельцов, причём Иеровоам сам совершал им жертвоприношения. Он также перенес праздник Кущей с 15 тишри, на 15-й день следующего месяца.
Пророк Ахия, к тому времени состарившийся и ослепший, предсказал жене смерть больного сына царя и полное истребление его рода (3Цар. 14:1-16). Это пророчество исполнилось когда — в ходе заговора Ваасы — царь Нават, сын Иеровоама, был свергнут (3Цар. 15:29-30).
Основанная им династия прекратилась в лице сына его Надава, после которого израильский престол стал добычей разных узурпаторов.

## Раввинистическая интерпретация
В трактате Санхедрин Иеровоам упомянут среди трёх царей, которые не имеют доли в грядущем мире (Олам ha-ба) из-за своего нечестия.